# Sielec (rejon łucki)
Sielec (ukr. Сільце) – wieś na Ukrainie w rejonie łuckim obwodu wołyńskiego.
Do 2020 w rejonie horochowskim. 

## Historia
Pod koniec XIX w. wieś w gminie Brany w powiecie włodzimierskim.

## Urodzeni
- Jewhen Swerstiuk